# Malukui vöröslóri
A malukui vöröslóri (Eos bornea), korábban csak vörös lóri, a madarak osztályába, a papagájalakúak (Psittaciformes) rendjébe és a szakállaspapagáj-félék (Psittaculidae) családjába tartozó faj.

## Rendszerezése
A fajt Carl von Linné svéd természettudós írta le 1758-ban, a  Psittacus nembe Psittacus borneus néven.

## Alfajai
- Eos bornea bornea (Linnaeus, 1758)
- Eos bornea cyanonotha (Vieillot, 1818)[3]

## Előfordulása
Indonézia endemikus madara. A szigetország következő szigetein él: Amboina, Saparua, Buru-sziget, Seram, Ceramlaut és Watubela, valamint a Kai-szigetek. Eredetileg Borneó szigetéről írták le (tudományos nevében a bornea is erre utal), de innen mára kihalt. 
Természetes élőhelyei a szubtrópusi és trópusi síkvidéki esőerdők, mangroveerdők és cserjések, valamint ültetvények. Állandó, nem vonuló faj.

## Megjelenése
Testhossza 31 centiméter. Teste vörös színű. Szárnya kék színű. Farka felül barna, alul fakóvörös. Csőre sötét narancsszínű, lábai sötétszürkék.
|  |

## Életmódja
Az otthonául szolgáló szigetek partvidékén és az alacsonyabb hegyek között egyaránt előfordul. 20 fős vagy annál nagyobb csapatokban él. Különösen az Eugenia és az Erythrina nemzetségbe tartozó fák virágzó ágain táplálkozik szívesen, meglehetősen nagy lármát csapva.

## Szaporodása
Magas fák odvaiban költ. Fészekalja két tojásból áll.

## Természetvédelmi helyzete
Az elterjedési területe nagyon nagy, egyedszáma ugyan csökken, de még nem éri el a kritikus szintet. A Természetvédelmi Világszövetség Vörös listáján nem fenyegetett fajként szerepel.